# Carcelia leptocephala
Carcelia leptocephala är en tvåvingeart som beskrevs av Mario Bezzi 1928. Carcelia leptocephala ingår i släktet Carcelia och familjen parasitflugor. Inga underarter finns listade i Catalogue of Life.